# Itatuba
Itatuba est une ville brésilienne de l'est de l'État de la Paraíba.
Sa population était estimée à 9 841 habitants en 2007. La municipalité s'étend sur 244 km2.